# Iwogumoa
Iwogumoa là một chi nhện trong họ Agelenidae.